# Mary Edwards Walker
Mary Edwards Walker (Oswego, 26 de novembro de 1832 – Oswego, 21 de fevereiro de 1919) foi a primeira mulher a ser comissionada como médica-cirurgiã do Exército dos Estados Unidos, durante a Guerra de Secessão,  e a ser autorizada pelo Congresso a se vestir com roupas de homens. É também a única mulher a ter sido condecorada com a Medalha de Honra, a mais alta condecoração militar dos Estados Unidos, até hoje.

## Guerra Civil Americana

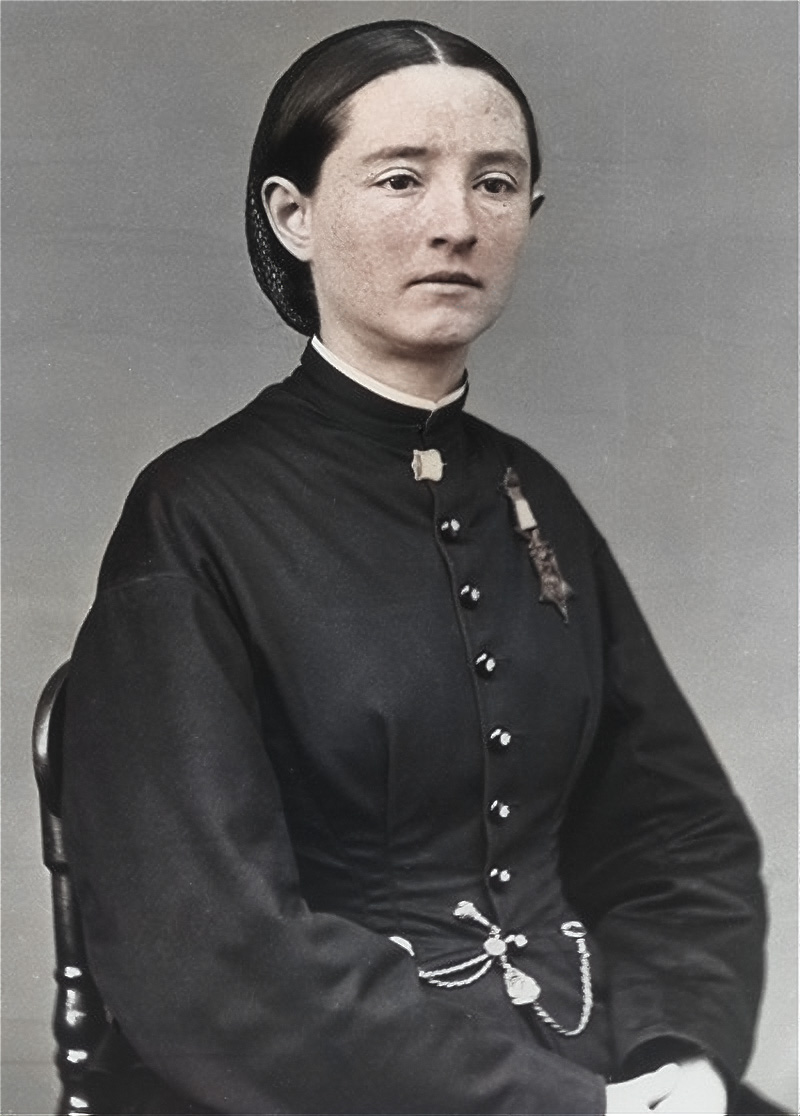
Foto colorizada de Mary Edwards Walker.

Walker foi voluntário na eclosão da Guerra Civil Americana como cirurgião - primeiro para o Exército, mas foi rejeitado por ser mulher (apesar de ter mantido um consultório particular por muitos anos). Foi-lhe oferecido o papel de enfermeira, mas recusou e escolheu ser voluntária como cirurgiã do Exército da União como civil. O Exército dos Estados Unidos não tinha cirurgiões do sexo feminino e, no início, ela só podia exercer a profissão de enfermeira. Durante este período, ela serviu na Primeira Batalha de Bull Run (Manassas), 21 de julho de 1861, e no Patent Office Hospital em Washington, DC. Ela trabalhou como cirurgiã de campo não remunerada perto das linhas de frente do União, incluindo no a Batalha de Fredericksburg e em Chattanooga após a Batalha de Chickamauga. Como sufragista, ela ficou feliz ao ver mulheres servindo como soldados, e alertou a imprensa sobre o caso de Frances Hook, na enfermaria 2 do hospital de Chattanooga, uma mulher que serviu nas forças da União disfarçada de homem. Walker foi a primeira mulher cirurgiã do exército da União. Ela usava roupas masculinas durante seu trabalho, alegando ser mais fácil para as altas demandas de seu trabalho.
Em setembro de 1862, Walker escreveu ao Departamento de Guerra solicitando emprego como espião, mas sua proposta foi recusada. Em setembro de 1863, ela foi contratada como "Cirurgiã assistente contratada (civil)" pelo Exército de Cumberland, tornando-se a primeira cirurgiã contratada pelo Cirurgião do Exército dos EUA. Walker foi posteriormente nomeado cirurgião assistente da 52ª Infantaria de Ohio. Durante seu serviço, ela frequentemente cruzava as linhas de batalha e tratava civis.
Em 10 de abril de 1864, ela foi capturada pelas tropas confederadas e presa como espiã, logo após terminar de ajudar um médico confederado a realizar uma amputação. Ela foi enviada para o Castelo Thunder em Richmond, Virginia, e lá permaneceu até 12 de agosto de 1864, quando foi libertada como parte de uma troca de prisioneiros. Enquanto ela estava presa, ela se recusou a usar as roupas que lhe foram fornecidas, dizendo ser mais "adequada a seu sexo". Walker foi trocado por um cirurgião confederado do Tennessee em 12 de agosto de 1864.
 

Ela passou a servir como supervisora de uma prisão feminina em Louisville, Kentucky, e como chefe de um orfanato no Tennessee.